# 마이크로소프트 이매진
마이크로소프트 이매진(영어: Microsoft Imagine)는 마이크로소프트에서 학생들에게 자사의 각종 운영체제 및 소프트웨어 제품을 무상으로 제공하는 기술 교육 지원 프로그램이다. 제공받은 소프트웨어는 졸업을 하더라도 비영리적 사용에 한해 영구적으로 사용할 수 있다. 원래 명칭은 마이크로소프트 드림스파크(Microsoft DreamSpark)였다.

## 이용
웹사이트에서 회원가입을 한 후 학생 인증을 하면 위 프로그램을 무료로 사용할 수 있다. 인증은 학교에서 제공하는 이메일 또는 마이크로소프트 이매진에 문의하여 재학증명서 및 성적표를 이용해 인증할 수 있다. 인증은 1년마다 갱신 인증을 해주어야 하지만, 이미 다운로드 받은 소프트웨어는 갱신 인증을 하지 않더라도 졸업후에도 비영리적 목적으로 계속 사용할 수 있다.

## 교육 및 인증
1. Microsoft Virtual Academy
2. Microsoft Certifications
3. Microsoft Press eBooks
4. 마이크로소프트 이매진 컵
5. Pluralsight

## 제공 소프트웨어

### 비주얼 스튜디오
1. 마이크로소프트 비주얼 스튜디오 코드
2. 마이크로소프트 비주얼 스튜디오 커뮤니티 2015
3. 마이크로소프트 비주얼 스튜디오 프로페셔널 2013
4. 마이크로소프트 비주얼 스튜디오 프로페셔널 2012
5. 마이크로소프트 비주얼 스튜디오 2010 프로페셔널 에디션
6. 마이크로소프트 비주얼 스튜디오 2008 프로페셔널 에디션

### 비주얼 베이직
1. 마이크로소프트 비주얼 베이직 / C++ / C# / 웹 개발자 2008 익스프레스 에디션

### 윈도우 임베디드
1. 마이크로소프트 윈도우 임베디드 8.1 인더스트리
2. 마이크로소프트 윈도우 임베디드 8 인더스트리
3. 마이크로소프트 윈도우 임베디드 컴팩트 2013
4. 마이크로소프트 윈도우 임베디드 스탠다드 7
5. 마이크로소프트 윈도우 임베디드 CE 6.0

### 윈도우 서버-
1. 윈도우 서버 2017
2. 마이크로소프트 윈도우 서버 2012 R2 (모든 에디션)
3. 마이크로소프트 윈도우 서버 2012
4. 마이크로소프트 윈도우 서버 2008 R2 스탠다드 에디션
5. 마이크로소프트 윈도우 서버 2008 스탠다드 에디션
6. 마이크로소프트 윈도우 서버 2003 R2 스탠다드 에디션

### SQL 서버 제품군
1. 마이크로소프트 SQL 서버 2014
2. 마이크로소프트 SQL 서버 2012
3. 마이크로소프트 SQL 서버 R2 Developer Edition
4. 마이크로소프트 SQL 서버 Express Edition

### 기타 도구
1. Microsoft Expression Studio 4 Ultimate
2. 키넥트용 Windows SDK
3. XNA Game Studio 4
4. Microsoft XNA Game Studio 3.1 and 12-months Trial Subscription
5. Kodu Game Lab
6. Small Basic
7. Microsoft Mathematics 4
8. Robotics Developer Studio 4
9. Microsoft Robotics Developer Studio 2008 R2
10. Microsoft CCR and DSS Toolkit 2008 R2
11. Microsoft Virtual PC 2007

## 마이크로소프트 애저
1. Mobile App
2. Web App
3. MySQL DB
4. SQL Database
5. Visual Studio Online
6. Application Insights

## 웹사이트
- 이매진 웹사이트

## 같이 보기
- 마이크로소프트 비즈스파크